# ヘアウッド
ヘアウッド（Harewood）はクライストチャーチ近郊の町で、ニュージーランドで、「南島の空の玄関」と呼ばれるクライストチャーチ国際空港がある。

## 由来
- ニュージーランドクライストチャーチヘアウッドの名称は、イギリス連邦のイングランド西ヨークシェア・ヘウッド村に由来する。

## 特徴
- クライストチャーチ近郊に位置し、羊農業を営む世帯が多い。
- クライストチャーチ国際空港はニュージーランド航空及びその関連会社のハブ空港である。
- 空港近くにオートバイなどのレース場がある。